# Colombiaanse Onafhankelijkheidsoorlog
De Colombiaanse Onafhankelijkheidsoorlog tegen Spanje begon op 20 juli 1810 en eindigde in 1825, toen de voormalige kolonie volledig onafhankelijk werd van voormalig moederland Spanje.
Op 20 juli 1810 verklaarden diverse leiders van Nieuw Grenada de kolonie autonoom van Spanje. Deze verklaring vond plaats in de hoofdstad Bogota. De leiders bleven overigens wel trouw aan de op dat moment verbannen Spaanse koning Ferdinand VII.
Op 11 november 1811 verklaarde Cartagena zichzelf onafhankelijk. Eind november tekenden Cartagena en diverse provincies de constitutie van de Provincias Unidas de la Nueva Granada. Als confederatie was de macht belegd bij de provincies; de centrale regering hield zich alleen bezig met militaire zaken en de contacten met het buitenland. Voor Bogota - dat sterk centralistisch was ingesteld - was dit reden om zich niet aan te sluiten bij de provincies.
De vele onderlinge conflicten tussen de verschillende groeperingen en het gebrek aan eenheid verzwakten de naar zelfstandigheid strevende koloniën. Toen Napoleon in 1815 was verslagen kreeg Spanje weer speelruimte en wist Cartagena, Bogota en uiteindelijk het grootste deel van Nieuw Grenada weer onder controle te krijgen. De opstandelingen verzamelden zich onder Francisco de Paula Santander in Casanare. Zij sloten zich aan bij Simon Bolivar.
In 1819 werd in Angostura een regering gevormd voor het nieuw te vormen land Gran Colombia. Op 7 augustus viel Bolivar de Spanjaarden aan en hij versloeg hun troepen bij Boyacá. In 1821 volgde een overwinning in Carabobo te Venezuela, gevolgd door overwinningen in Ecuador in 1822 en Peru in 1823.
Gran Colombia omvatte ook Panama, Venezuela en Ecuador. In 1830 viel het land definitief uiteen en gingen Venezuela en Ecuador zelfstandig verder; Panama werd zelfstandig in 1904.
Dia de independencia (onafhankelijkheidsdag) wordt in Colombia gevierd op 20 juli. Het wordt gevierd met parades, optochten, muziek, dans en vuurwerk.